# Hydrotaea hsiai
Hydrotaea hsiai är en tvåvingeart som beskrevs av Fan 1965. Hydrotaea hsiai ingår i släktet Hydrotaea och familjen husflugor. Inga underarter finns listade i Catalogue of Life.